# Sofinco
Sofinco ist eine Verbraucherbank aus Paris/Frankreich. Sie gehört zur Crédit Agricole S.A.

## Geschichte
Auf Initiative der Fédération Nationale de l’Ameublement (Möbelherstellerverband) wurde im Jahre 1951 die Société de Financement Industriel et Commercial (Sofinco) gegründet. Sie sollte Verbraucherkredite für den Möbelkauf vergeben. Im Jahre 1968 überschritt das Kreditvolumen eine Milliarde Franc.
Im Jahre 1987 wurde eine Beteiligung an Wafasalaf einer Bank für Verbraucherkredite in Marokko übernommen. Im Jahre 1999 wurde ein Anteil von 70 Prozent an Sofinco und im Jahre 2000 die restlichen 30 Prozent von der Crédit Agricole S.A. übernommen.
Finalion, eine auf Konsumentenkredite spezialisierte Tochter der Crédit Lyonnais wurde im Jahre 2004 übernommen.
Im Jahre 2006 gründeten Sofinco und Fiat ein Joint Venture, die Fiat Group Auto Financial Services (FGAFS), die als Automobilfinanzierer in 13 Ländern Europas tätig ist.
Im Jahre 2007 gründeten Sofinco und die Saudi Fransi Bank das Joint Venture Sofinco Saudi Fransi in Saudi-Arabien.
Sofinco hat dann die Interbank und die DMC Groep von der niederländischen ABN AMRO Bank übernommen.

## Auslandsbeteiligungen
| Bankenname           | Inhaber                              | Staat         | Einlagen     | Darlehen      |
| -------------------- | ------------------------------------ | ------------- | ------------ | ------------- |
| Credium              | 100 % Sofinco                        | Tschechien    | 185 Mio. €   | 350 Mio. €    |
| Creditplus Bank      | 100 % Sofinco                        | Deutschland   | 712 Mio. €   | 1.380 Mio. €  |
| Emporiki Credicom    | 50 % Sofinco 50 % Emporiki Bank      | Griechenland  | 536 Mio. €   | 952 Mio. €    |
| Credigen             | 100 % Sofinco                        | Ungarn        | 30 Mio. €    | 38 Mio. €     |
| Agos                 | 51 % Sofinco 49 % Banca Intesa       | Italien       | 6.374 Mio. € | 10.651 Mio. € |
| Wafasalaf            | 34 % Sofinco 66 % Attijari Wafa Bank | Marokko       | 584 Mio. €   | 1.134 Mio. €  |
| Ribank / Interbank   | 100 % Sofinco                        | Niederlande   | 411 Mio. €   | 2.754 Mio. €  |
| Credibom             | 100 % Sofinco                        | Portugal      | 551 Mio. €   | 1.096 Mio. €  |
| Sofinco Saudi Fransi | 50 % Sofinco 50 % Saudi Fransi Bank  | Saudi-Arabien | 12 Mio. €    | 11 Mio. €     |

## Kennzahlen
Das Volumen der Verbraucherkredite entwickelte sich folgendermaßen:
- 2001 - 14,6 Mrd. Euro
- 2002 - 17,8 Mrd. Euro
- 2003 - 21,6 Mrd. Euro
- 2004 - 26,1 Mrd. Euro
- 2005 - 31,1 Mrd. Euro
- 2006 - 48,4 Mrd. Euro (davon 14,1 Mrd. Euro von Fiat Group AFS)
- 2007 - 54,5 Mrd. Euro (davon 15,6 Mrd. Euro von Fiat Group AFS)